# Shuitian Xiang (socken i Kina)
Shuitian Xiang (kinesiska: 水田, 水田乡) är en socken i Kina. Den ligger i provinsen Yunnan, i den sydvästra delen av landet, omkring 230 kilometer söder om provinshuvudstaden Kunming.
Genomsnittlig årsnederbörd är 1 375 millimeter. Den regnigaste månaden är juli, med i genomsnitt 278 mm nederbörd, och den torraste är februari, med 22 mm nederbörd.